# Laguna Larga (Laguna)
A  Laguna Larga  é um lago localizado na Guatemala. Localiza-se no departamento de El Petén, Município de La Libertad.